# Cataclinusa pachycondylae
Cataclinusa pachycondylae är en tvåvingeart som först beskrevs av Charles Thomas Brues 1904.  Cataclinusa pachycondylae ingår i släktet Cataclinusa och familjen puckelflugor.
Artens utbredningsområde är Texas. Inga underarter finns listade i Catalogue of Life.